# Conrad Max von Unruh
Conrad Max von Unruh (* 25. Mai 1842 in Gumbinnen; † 27. August 1921 in Großmonra) war ein preußischer Landrat in der Provinz Posen im Kreis Wongrowitz (1878–1889) und im Landkreis Bromberg (1890–1894).

## Leben
Er entstammte dem Adelsgeschlecht von Unruh und gehörte der zumeist in Ostpreußen angesiedelten Familienlinie an. Seine Vorfahren waren Gutsbesitzer und höhere Offiziere, so der Obristleutnant Otto-Christian von Unruh auf Otten und der Generalmajor Friedrich von Unruh, sein Großvater. Seine Eltern waren der Politiker Viktor Hans von Unruh und dessen zweite Ehefrau Marie Clement († 1849 in Magdeburg), Tochter der Wilhelmine Kinder und des Justizrats Gottfried Wilhelm Clement. Die Eltern heirateten 1834 in Frankfurt a. O.
Max Conrad von Unruh war zweimal verheiratet, zunächst mit Marie Steffeck († 1919 in Groß-Monra), Tochter der Marie Caroline Jacobs und des Gutsbesitzers, Ökonomierat Gustav Steffeck auf Kropstädt bei Wittenberg und Klein Kienitz im Kreis Teltow. Die zweite Ehe schloss Unruh 1920 in Berlin mit Elisabeth Henning († 1964 in Obernzell bei Passau). Aus erster Ehe stammt der Sohn Viktor von Unruh († um 1930 in Mexico). Viktor war Leutnant a. D. und Arzt, er war zweimal verheiratet und seine Nachfahren leben u. a. in den USA und in Mexico.

## Veröffentlichungen

### Bücher
- Familienchronik: Die Unrugher. Versuch eines Anfanges zur Stoffsammlung für die Unruh'sche Familiengeschichte. Paul Dünnhaupt, Cöthen i. A. 1906. Digitalisat, Titel.
- Zur Biologie der Sozialwirtschaft. Felix Meiner Verlag, Leipzig 1914.
- Zur Physiologie der Sozialwirtschaft. Felix Meiner Verlag, Leipzig 1918.